# TDKサッカー部
TDKサッカー部（ティー・ディー・ケイサッカーぶ）は、かつて存在した日本のサッカークラブ。TDKのサッカー部として1965年に創部し、秋田県にかほ市を拠点として活動していた。呼称は「TDK」。日本プロサッカーリーグ（Jリーグ）に加盟するブラウブリッツ秋田の前身となったクラブである。

## 概要

### 創設
1965年に東京電気化学工業株式会社（現：TDK株式会社）のサッカー部として秋田県内で創設。TDKは創業者の齋藤憲三が平沢町（現：にかほ市）出身であることに加えて、1940年に平沢分工場（平沢町）、1970年に鳥海工場（仁賀保町（現：にかほ市）） を建設し、TDKグループとしても1971年にTDK-MCCを平沢町に設立する など秋田県に縁を持っていたことが、同県でサッカー部を立ち上げる経緯となった。

### 1970年代
1977年
全国社会人サッカー選手権大会（全社）に初めて出場。初戦（2回戦）で福井銀行を3-0で破り、全社初勝利を記録した。準々決勝は同大会優勝の東芝堀川町（現：北海道コンサドーレ札幌）に敗れた。
1978年
全社に2年連続で出場し、2回戦で四国リーグ優勝の大塚製薬（現：徳島ヴォルティス）に勝利したが、準々決勝で大日日本電線に敗北。

### 1980年代
1982年
この年より東北社会人サッカーリーグに加盟。その年の東北リーグは前年度優勝の新日鐵釜石や前々年度優勝で前年2位の盛岡ゼブラなどが所属していたが、11勝3分（無敗）、得失点差+29の成績で初参加で初優勝を飾った。全社は2回戦で横浜トライスター（後の横浜フリューゲルス）に敗退。初めての出場となった全国地域サッカーリーグ決勝大会（地決）は新日鐵室蘭および東邦チタニウムと同組のグループAに入ったが、2戦2敗の成績でグループリーグ敗退。
1983年
東北リーグを13勝1分（無敗）、得失点差+63の成績で2位の盛岡ゼブラに勝ち点7差を付けて、2年連続の優勝。全社は2回戦で松下電器産業（現：ガンバ大阪）に敗退。グループAに入った地決は札幌マツダに勝利して地決初勝利を挙げたが、電電関東（現：大宮アルディージャ）に敗れて1勝1敗の成績でグループリーグ敗退）。
1984年
東北リーグでリーグ戦の初の敗北を喫したが、11勝1分2敗の成績で2位の秋田市役所に勝ち点4差を付けて、3年連続の優勝。全社は2回戦で敗退。グループAに入った地決は2戦2勝で初めて決勝ラウンドに進出。西濃運輸、大阪ガス、京都府警と同組となった決勝ラウンドは1勝2敗の成績で4チーム中の3位であったが、規定により1985年からの日本サッカーリーグ（JSL）昇格が決まった。なお、東北勢として初のJSL入会となった。なお、この年は天皇杯東北予選を突破して本戦へ初めて出場した（1回戦で愛知学院大学に敗北）。
1985年
JSL2部の所属1年目のシーズン。JSL2部が東西ブロック別による前期と上位・下位リーグによる後期の前後期制度を採用したのを受けて、前期は東ブロックに入った。前期はトヨタ自動車（現：名古屋グランパスエイト）や甲府サッカークラブ（現：ヴァンフォーレ甲府）などが同ブロックであったが、2分8敗の10戦未勝利で東ブロック最下位。後期は富士通（現：川崎フロンターレ）などと同ブロックの下位リーグ・東ブロックに入ったが1分3敗で最下位。11・12位決定戦でも大阪ガスに敗れた。また、初参加となったJSLカップも1回戦で本田技研に敗れて、公式戦未勝利でシーズンを終えた。なお、主催試合は水林陸上競技場（本荘市）などで開催された。
1986年
JSL2部の所属2年目のシーズン。前期は住友金属工業（現：鹿島アントラーズ）や東芝（現：北海道コンサドーレ札幌）などと同ブロックの東ブロックに入ったが、1分13敗の勝ち点1の成績で東ブロック最下位。後期は富士通などと同ブロックの下位リーグ・東ブロックに入ったが6戦全敗で最下位。15・16位決定戦で京都府警に勝利してJSL初勝利を挙げたが、規定により翌シーズンからの東北リーグ降格が決まった。なお、JSLカップは1回戦で川崎製鉄水島（現：ヴィッセル神戸）に敗れた。
1987年
3年ぶりに東北リーグへ参加したが、10勝2分2敗の成績で優勝した松島サッカークラブと勝ち点2差の3位。全社は1回戦で九州リーグ優勝の三菱化成黒崎（現：ギラヴァンツ北九州）に勝利したが、準々決勝で古河電工千葉（現：VONDS市原）に敗退。また、天皇杯の東北予選に優勝して2度目の本戦出場を果たした（1回戦で東海大学に1-10で大敗）。
1988年
12勝2敗の成績で2位に勝ち点2差を付けて、4年ぶり4度目の東北リーグ優勝。全社は初戦で熊本教員に敗退。読売サッカークラブ・ジュニオール（読売Jr.）などと同組となった地決は2戦2敗でグループリーグ敗退。3度目の出場となった天皇杯は1回戦で読売サッカークラブ（現：東京ヴェルディ1969）に敗れた。
1989年
11勝2分1敗の成績で2位と勝ち点1差ながら2年連続5度目の東北リーグ優勝。全社は初戦で敗退。読売Jr.などと同組となった地決は1分1敗でグループリーグ敗退。天皇杯は1回戦でPJMフューチャーズ（現在のサガン鳥栖の母体クラブ）に敗れた。

### 1990年代
1990年
この年より東北リーグに昇格した山形日本電気（現：モンテディオ山形）に勝ち点5差のリーグ2位となり、3年連続のリーグ優勝を逃した。全社は1回戦で日本電装（現：FC刈谷）に敗退。天皇杯東北予選もNEC山形に敗れて、4年ぶりに本戦出場を逃した。
1991年
東北リーグは8勝1分2敗で3位の成績。優勝した山形日本電気だけでなく、この年より東北リーグに昇格して2位に入った東北電力（現：ベガルタ仙台）の後塵を拝する形となった。
1992年
東北リーグは6勝2分6敗の成績で優勝したNEC山形と勝ち点10差、2位の東北電力と勝ち点5差の5位。
1993年
東北リーグは4勝3分7敗の成績で優勝したNEC山形と勝ち点16差、2位の東北電力と勝ち点13差の5位。
1994年
東北リーグは3勝5分6敗の成績で優勝した東北電力と勝ち点16差、2位の福島FCと勝ち点10差の5位。
1995年-1999年
NEC山形および東北電力が共に上部リーグへ昇格した1995年以降、1995年から1997年までソニー仙台FCが3連覇。その間、TDKのリーグ戦での成績は5位、5位、3位に終わった。1998年はリーグ戦3位、1999年はリーグ戦2位に終わった。1997年は7年ぶりに全社に出場した（1回戦で佐川急便SCに敗退）。1999年は10年ぶりに地決に出場してYKK AP（現：カターレ富山）や愛媛FCと同組のグループBに入ったが、2戦2敗でグループリーグ敗退。天皇杯は1996年大会で8年ぶりの本戦出場を果たしたが1回戦で敗退。また、1998年および1999年も出場したが、それぞれ大宮アルディージャ、水戸ホーリーホックにいずれも1回戦で敗退。なお、1999年より小松勉が監督に就任した。

### 2000年代
2000年
東北リーグは11勝2分1敗の成績で2位に勝ち点4差をつけて10年ぶりの優勝（6度目）。地決はSC鳥取（現：ガイナーレ鳥取）などと同組のグループDに入り、2戦2敗（2PK負け）の成績でグループリーグ敗退。天皇杯は1回戦で順天堂大学に敗北した。
2001年
東北リーグは9勝2分3敗の成績となり、優勝したFCプリメーロに勝ち点5差の2位。東日本社会人サッカー大会（東日本大会）は本田技研狭山に決勝で敗北して準優勝。なお、秋田県総合サッカー選手権大会（兼天皇杯秋田県予選）で敗北して4年ぶりに天皇杯本戦への出場を逃した。
2002年
東北リーグは13勝1分（無敗）の成績で2位に勝ち点16差を付けて2年ぶり7度目の優勝。金沢サッカークラブ（現：ツエーゲン金沢）などと同組のグループAに入った地決はグループ2位の成績で決勝ラウンド進出はならなかった。2年ぶり9回目の出場となった天皇杯は1回戦で佐川印刷SCに敗退。
2003年
東北リーグは8勝5分1敗の成績で2位に勝ち点3差を付けて、2年連続8度目の優勝。ザスパ草津（現：ザスパクサツ群馬）などと同組のグループAに入った地決はグループ2位の成績でグループリーグ敗退。なお、10回目の出場となった天皇杯の1回戦でアルエット熊本（現在のロアッソ熊本の母体クラブ）に勝利して、天皇杯本戦での初勝利を挙げた（2回戦で大塚製薬（現：徳島ヴォルティス）に敗退）。
2004年
東北リーグは11勝1分2敗の成績で2位に勝ち点8差を付けて3年連続9度目の優勝。全社は2回戦で敗退。流通経済大学などと同組のグループAに入った地決は1勝1敗の成績でグループリーグ敗退。なお、東日本大会の決勝で岐阜県選抜を破り、同大会の初優勝を飾った。天皇杯は1回戦でSC鳥取に敗退。
2005年
東北リーグは9勝2分1敗、得失点差+26の成績で4年連続10度目の優勝（グルージャ盛岡と2チーム同時優勝）。東日本大会は3位の成績。全社はFC町田ゼルビア（2回戦）などに勝利してベスト8の成績。長野エルザサッカークラブ（現：AC長野パルセイロ）などと同組のグループCに入った地決はグループ2位の成績でグループリーグ敗退。天皇杯は1回戦で愛媛FCに敗退。
2006年

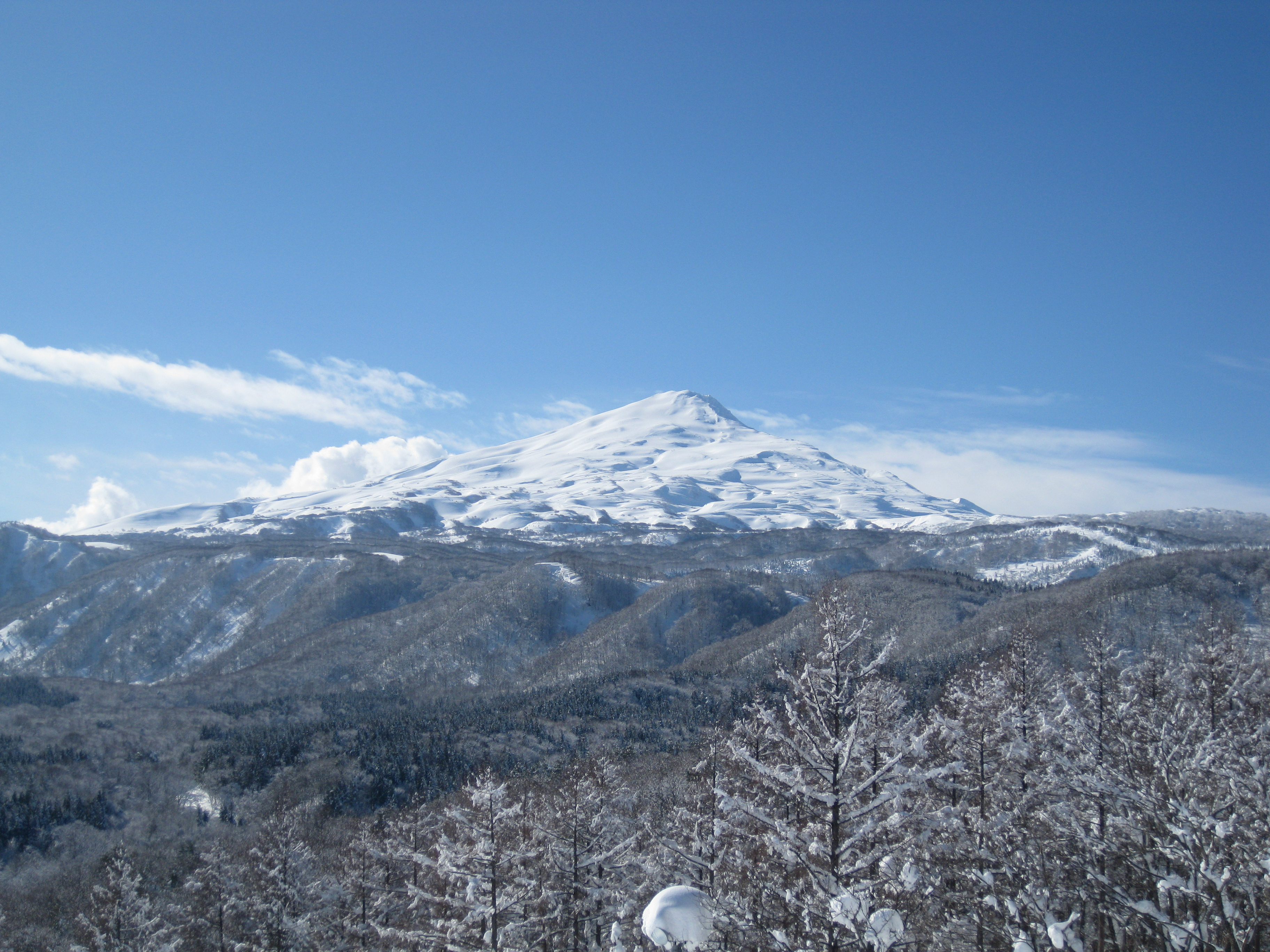
にかほ市のシンボルである鳥海山。TDKサッカー部のエンブレムに取り入れられた。

14戦全勝、得失点差+51の成績で2位に勝ち点9差を付けて、東北リーグで5年連続11度目の優勝。東日本大会は決勝でノルブリッツ北海道FCを破り、2年ぶり2度目の優勝。全社は2回戦で沖縄かりゆしFCに敗退。地決は横浜スポーツ&カルチャークラブなどと同組のグループDに入り、1勝1敗（1PK負）のグループリーグ首位で22年ぶりに決勝ラウンドへ進出。FC岐阜、ファジアーノ岡山FC、V・ファーレン長崎と同組となった決勝ラウンドは3戦全勝（2PK勝）の成績で優勝した。12月7日、日本フットボールリーグ（JFL）の理事会で2007年シーズンからのJFLへの加入が承認された。また、13回目の出場となった天皇杯の1回戦（JAPANサッカーカレッジ戦）で3年ぶりに本戦での勝利を挙げた（2回戦で法政大学に敗退）。同年JFA会長の川淵三郎には、「私が生きている間に秋田県にJリーグチームができることはないでしょう」と言及されていた。
2007年

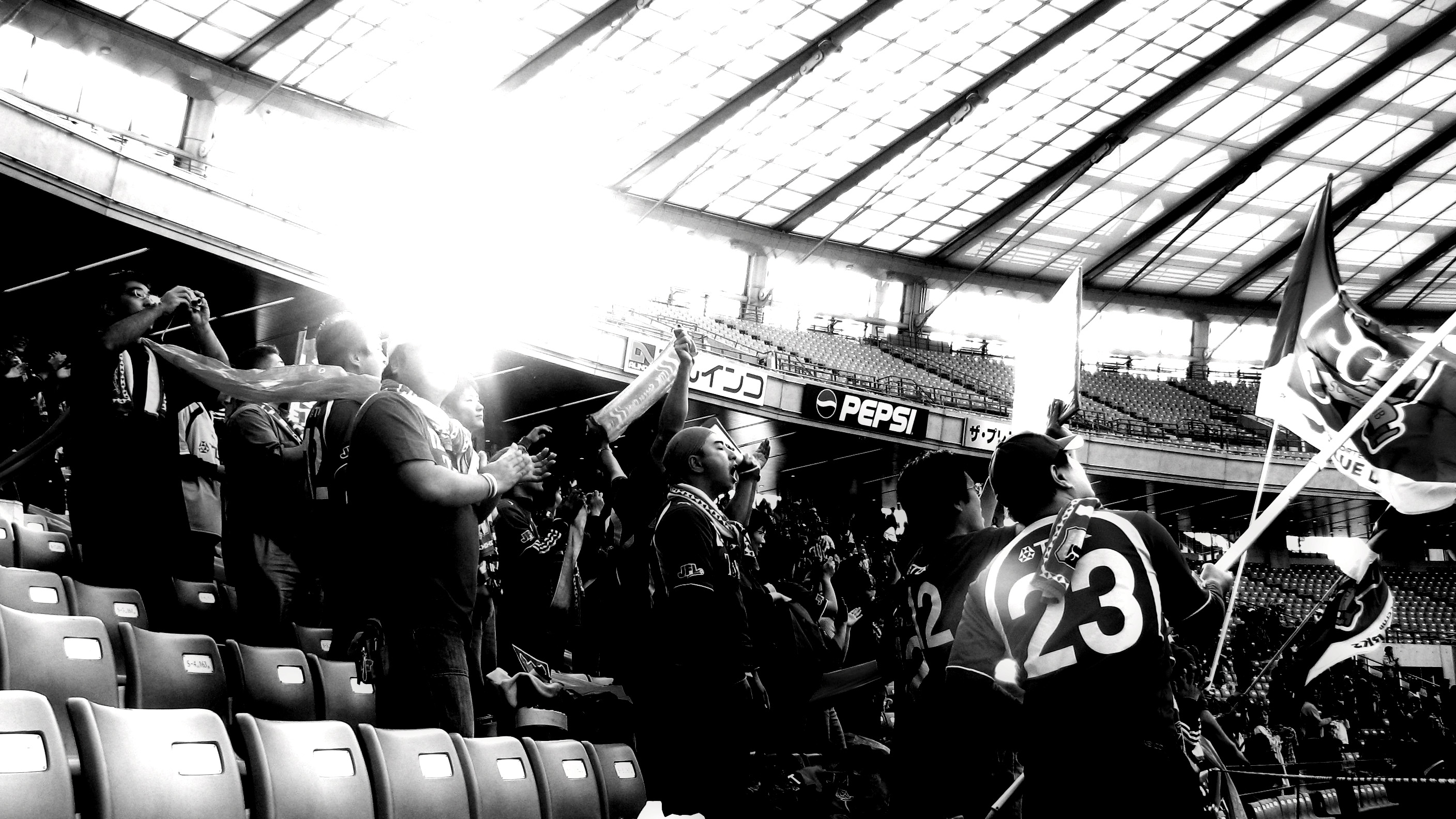
味スタでのTDKサポ

JFL昇格にあたり、年間予算が1200万から1.5億に大幅アップとなった。　2月19日、TDKサッカー部のエンブレムが新たに制定された。エンブレムについては「（サッカー部が本拠地とする）にかほ市のシンボルである鳥海山とヒバリをモチーフとして、落ち着いた色調の中にも風格のあるデザイン」となった。また、JFL開幕に当たり、「選手1人1人が常に向上心を持って取り組む」をテーマに制定した。3月12日、監督の小松勉が、早くJリーグに加盟できるように頑張りたいとコメントした。JFLリーグ戦は11勝9分14敗の成績で18チーム中13位。14回目の出場となった天皇杯の3回戦でJ2のコンサドーレ札幌にPK戦で勝利を収めた（4回戦でFC東京に敗北）。なお、TDKサッカー部が国体強化チームとして出場した第62回国民体育大会（秋田わか杉国体）は準々決勝（2回戦）で敗退した。シーズン終了後に小松が監督を退任した。
2008年
コーチの佐々木寿生が監督に就任。JFL2年目のシーズンは「チーム全員が向上心を持ち、考え、判断し、行動できる」をチーム方針に、「リーグ戦の10位以内」および「天皇杯でJリーグチームに勝つこと」を目標に掲げてスタートした。リーグ戦は10勝11分13敗の成績で18チーム中13位。天皇杯は1回戦で大阪体育大学に敗北した。
2009年

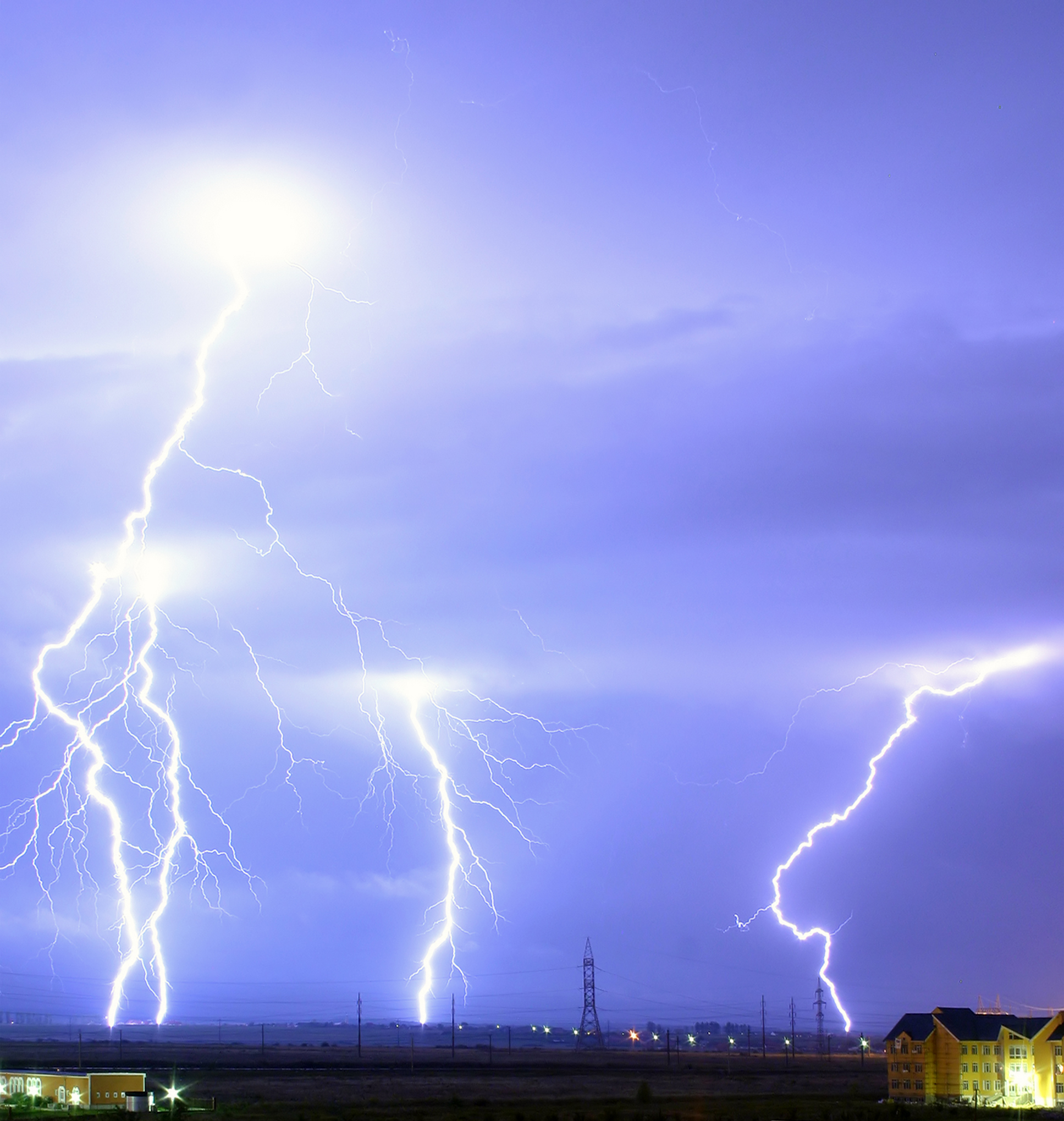
青い稲妻。ブラウブリッツの語源となった。

2月3日付の秋田魁新報や読売新聞などによると、TDKは経営環境が厳しさを増す中でサッカー部について約1億円の運営経費を工面することが困難となったため、1月の役員会議でサッカー部の運営から撤退することを決定し、2009年シーズンを以て廃部することが明らかとなった。
2009年5月14日、TDKサッカー部をクラブ化するため、TDKや秋田県サッカー協会などにより「TDK SCクラブ化実行委員会」が設立された。7月、JFLの臨時評議員会はTDKサッカー部が来季から新クラブへ移行することを承認した。
9月12日、TDKサッカー部のクラブ化後のクラブ愛称がドイツ語で「青い稲妻」を意味する「ブラウブリッツ（Blaublitz'）」に決定し、TDKがメインスポンサーと運営協力することも内定した。なお、クラブ名の候補として「ライジーン秋田」「ライオーレ秋田」「バンリーベ秋田」も挙がっていたが、既に商標登録されていたため断念した。9月14日、運営会社として「秋田フットボールクラブ株式会社」を設立した。
10月、統括責任者に湘南ベルマーレ元監督の山田松市が就任したが、11月26日付で退任した。12月1日、新クラブ（ブラウブリッツ秋田）の初代監督にTDKコーチの横山博敏が就任した。なお、2009年度中に予定していたJリーグへの準加盟申請はホームスタジアムの規模や経営体制、観客数など不十分な面があることから、申請を見送った。
JFLリーグ戦は「志闘・闘強」をチーム方針に、「リーグ戦の6位以内」「天皇杯でJリーグチームに勝つこと」などを目標に掲げてスタートした が、リーグ戦は14勝4分16敗の成績で18チーム中10位。11月29日、JFL後期第17節（佐川印刷SC戦）がTDKサッカー部として最後の試合となった。TDKサッカー部として最後の出場（16回目）となった天皇杯は1回戦でソニー仙台FCに敗れた。
2010年シーズンよりブラウブリッツ秋田が発足したが、以降の歴史はブラウブリッツ秋田の項目を参照のこと。

## 成績
| 年度    | 所属         | 順位 | 勝点 | 試合 | 勝 | 分 | 敗 | 得点 | 失点 | 得失 | JSL杯     | 天皇杯       | 監督                |
| 1982    | 東北         | 優勝 | 25   | 14   | 11 | 3  | 0  | 41   | 12   | +29  | -         | 地区予選敗退 | －                  |
| 1983    | 東北         | 優勝 | 27   | 14   | 13 | 1  | 0  | 76   | 13   | +63  | -         | 地区予選敗退 | －                  |
| 1984    | 東北         | 優勝 | 23   | 14   | 11 | 1  | 2  | 50   | 15   | +35  | -         | 1回戦敗退    | －                  |
| 1985    | JSL2部・東   | 12位 | 2    | 10   | 0  | 2  | 8  | 10   | 34   | -24  | 1回戦敗退 | 地区予選敗退 | －                  |
| 1985    | JSL2部・下位 | 12位 | 1    | 4    | 0  | 1  | 3  | 2    | 14   | -12  | 1回戦敗退 | 地区予選敗退 | －                  |
| 1986-87 | JSL2部・東   | 15位 | 1    | 14   | 0  | 1  | 13 | 8    | 46   | -38  | 1回戦敗退 | 地区予選敗退 | －                  |
| 1986-87 | JSL2部・下位 | 15位 | 1    | 6    | 0  | 0  | 6  | 13   | 65   | -52  | 1回戦敗退 | 地区予選敗退 | －                  |
| 1987    | 東北         | 3位  | 22   | 14   | 10 | 2  | 2  | 51   | 15   | +36  | -         | 1回戦敗退    | －                  |
| 1988    | 東北         | 優勝 | 24   | 14   | 12 | 0  | 2  | 48   | 13   | +35  | -         | 1回戦敗退    | 佐藤一朗 佐々木則夫 |
| 1989    | 東北         | 優勝 | 24   | 14   | 11 | 2  | 1  | 49   | 11   | +38  | -         | 1回戦敗退    | 佐藤一朗 佐々木則夫 |
| 1990    | 東北         | 2位  | 21   | 14   | 9  | 3  | 2  | 31   | 13   | +18  | -         | 地区予選敗退 | 佐藤一朗 佐々木則夫 |
| 1991    | 東北         | 3位  | 17   | 14   | 8  | 1  | 5  | 27   | 26   | +1   | -         | 地区予選敗退 | 佐藤一朗 佐々木則夫 |
| 1992    | 東北         | 5位  | 14   | 14   | 6  | 2  | 6  | 18   | 24   | -6   | -         | 地区予選敗退 | 佐藤一朗 佐々木則夫 |
| 1993    | 東北         | 5位  | 11   | 14   | 4  | 3  | 7  | 22   | 30   | -8   | -         | 地区予選敗退 | 佐藤一朗 佐々木則夫 |
| 1994    | 東北         | 5位  | 11   | 14   | 3  | 5  | 6  | 18   | 28   | -10  | -         | 地区予選敗退 | 佐藤一朗 佐々木則夫 |
| 1995    | 東北         | 5位  | 13   | 14   | 4  | 5  | 5  | 20   | 23   | -3   | -         | 地区予選敗退 | 佐藤一朗 佐々木則夫 |
| 1996    | 東北         | 5位  | 14   | 14   | 6  | 2  | 6  | 25   | 24   | +1   | -         | 1回戦敗退    | 佐藤一朗 佐々木則夫 |
| 1997    | 東北1部      | 3位  | 20   | 14   | 6  | 2  | 6  | 28   | 27   | +1   | -         | 県予選敗退   | 佐藤一朗 佐々木則夫 |
| 1998    | 東北1部      | 3位  | 25   | 14   | 8  | 1  | 5  | 30   | 18   | +12  | -         | 1回戦敗退    | 佐藤一朗 佐々木則夫 |
| 1999    | 東北1部      | 2位  | 26   | 14   | 7  | 5  | 2  | 35   | 13   | +22  | -         | 1回戦敗退    | 小松勉              |
| 2000    | 東北1部      | 優勝 | 35   | 14   | 11 | 2  | 1  | 41   | 11   | +30  | -         | 1回戦敗退    | 小松勉              |
| 2001    | 東北1部      | 2位  | 29   | 14   | 9  | 2  | 3  | 41   | 12   | +29  | -         | 県予選敗退   | 小松勉              |
| 2002    | 東北1部      | 優勝 | 40   | 14   | 13 | 1  | 0  | 39   | 6    | +33  | -         | 1回戦敗退    | 小松勉              |
| 2003    | 東北1部      | 優勝 | 29   | 14   | 8  | 5  | 1  | 38   | 12   | +26  | -         | 2回戦敗退    | 小松勉              |
| 2004    | 東北1部      | 優勝 | 34   | 14   | 11 | 1  | 2  | 43   | 10   | +33  | -         | 1回戦敗退    | 小松勉              |
| 2005    | 東北1部      | 優勝 | 29   | 14   | 9  | 2  | 1  | 36   | 10   | +26  | -         | 1回戦敗退    | 小松勉              |
| 2006    | 東北1部      | 優勝 | 42   | 14   | 14 | 0  | 0  | 58   | 7    | +51  | -         | 2回戦敗退    | 小松勉              |
| 2007    | JFL          | 13位 | 42   | 34   | 11 | 9  | 14 | 49   | 47   | +2   | -         | 4回戦敗退    | 小松勉              |
| 2008    | JFL          | 13位 | 41   | 34   | 10 | 11 | 13 | 48   | 47   | +1   | -         | 1回戦敗退    | 佐々木寿生          |
| 2009    | JFL          | 10位 | 46   | 34   | 14 | 4  | 16 | 39   | 54   | -15  | -         | 1回戦敗退    | 佐々木寿生          |

## タイトル

### リーグ戦
- 東北社会人サッカーリーグ1部
  - 優勝（11回）：1982年-1984年、1988年、1989年、2000年、2002年-2006年
  - 準優勝（3回）：1990年、1999年、2001年
  - 3位（4回）：1987年、1991年、1997年、1998年

### カップ戦
- 全国地域リーグ決勝大会
  - 優勝（1回）：2006年
- 東日本社会人サッカー大会
  -  優勝（2回）：2004年、2006年
  - 準優勝（1回）：2001年
  - 3位（1回）：2005年
- 秋田県総合サッカー選手権大会（兼天皇杯秋田県予選）
  -  優勝（12回）：1996年、1998年-2000年、2002年-2009年

## スタジアム他

### ホームスタジアム
- 仁賀保グリーンフィールド（2008年3月までは「仁賀保運動公園多目的広場」） (にかほ市)
- 由利本荘市西目カントリーパークサッカー場 (由利本荘市)
- TDK秋田総合スポーツセンター (にかほ市)
- 水林陸上競技場 (由利本荘市)

### 練習場
- TDK秋田総合スポーツセンター (にかほ市)

### 年度別入場者数
略記について
- 入場者数の太字は、歴代最多および最少
- 試合数および入場者数データはリーグ戦のみ。

| 年度 | 所属 | 合計 入場者数 |          | 最多入場者数 | 最多入場者数 | 最多入場者数 |      | 最少入場者数 | 最少入場者数                 | 最少入場者数                 |  | 平均 入場者数 | 試合数 | ホームゲーム 開催スタジアム |
| 年度 | 所属 | 合計 入場者数 | 入場者数 | 相手         | 会場         | 入場者数     | 相手 | 会場         |                              |                              |  | 平均 入場者数 | 試合数 | ホームゲーム 開催スタジアム |
| ---- | ---- | ------------- | -------- | ------------ | ------------ | ------------ | ---- | ------------ | ---------------------------- | ---------------------------- |  | ------------- | ------ | --------------------------- |
| 2007 | JFL  | 16,711        |          | 2,245        | ジェフR      | 仁賀保       |      | 851          | 三菱水島                     | 仁賀保                       |  | 983           | 17     | 仁賀保15、秋田西目2         |
| 2008 | JFL  | 16,170        | 3,261    | A高崎        | 秋田球       | 564          | 岡山 | 952          | 仁賀保15、秋田西目1、秋田球1 | 仁賀保                       |  |               | 17     |                             |
| 2009 | JFL  | 12,594        | 2,563    | 三菱水島     | 秋田陸       | 259          | 長崎 | 秋田西目     | 741                          | 仁賀保11、秋田陸4、秋田西目2 |  |               | 17     |                             |

## ユニフォームサプライヤ
- プーマ（-2008年）
- ヒュンメル（2009年）